# Bullacris
Bullacris is een geslacht van rechtvleugeligen uit de familie Pneumoridae. De wetenschappelijke naam van dit geslacht is voor het eerst geldig gepubliceerd in 1941 door Roberts.

## Soorten
Het geslacht Bullacris omvat de volgende soorten:
- Bullacris boschimana Péringuey, 1916
- Bullacris discolor Thunberg, 1810
- Bullacris intermedia Péringuey, 1916
- Bullacris membracioides Walker, 1870
- Bullacris obliqua Thunberg, 1810
- Bullacris serrata Thunberg, 1810
- Bullacris unicolor Linnaeus, 1758